# 링구아 이그노타 (음악가)

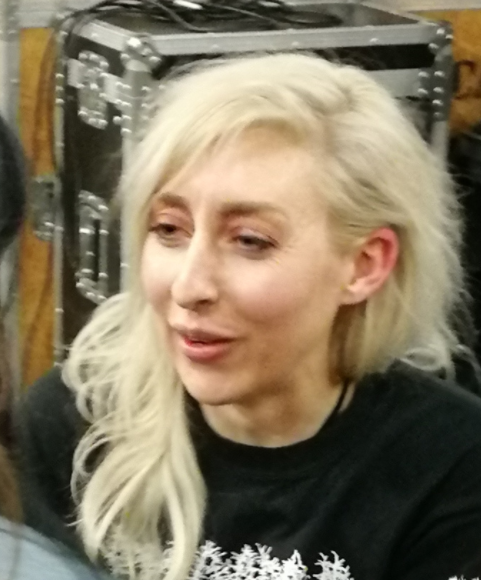

크리스틴 헤이터(영어: Kristin Hayer, 1986년 6월 17일 ~ 현재)는 링구아 이그노타(Lingua Ignota)라는 이름으로 활동하고 있는 미국의 악기 연주자이다. 2017년 링구아 이그노타(라틴어로 미지의 문자)라는 이름으로 “Let the Evil of His Own Lips Cover Him”과 “All Bitches Die”를 발매하였다. 이그노타의 음악은 프로파운드 로어 레코드의 눈에 띄게 되면서 “All Bitches Die”의 재발매와 함께 세 번째 정규 음반 “Caligula”를 2019년에 발매하였다. 가정폭력의 생존자로서의 경험을 음악과 가사에 녹여낸 음반으로, 이그노타는 노래에 대해 "생존자를 대변해주는 노래"라고 언급하였다. 원래는 남부 캘리포니아에 살다가 현재는 펜실베이니아주에 거주하고 있다.

## 어린 시절
헤이터는 1986년 6월 17일 캘리포니아주의 델마르에서 태어났다. 어릴 때의 헤이터는 남부 캘리포니아와 자신이 맞지 않다는 것을 느꼈고, 학교에서 많은 괴롭힘을 당했다. 그런 고향에 대해서 헤이터는 "나는 내가 자랄 때 다른 사람들과는 너무 괴리감이 컸고, 나 스스로를 돌보거나 발견할 수 없었던 델마르를 지옥 같은 존재라고 생각한다"고 언급하였다.

## 디스코그래피

### 정규 음반
- LET THE EVIL OF HIS OWN LIPS COVER HIM (2017, 자가발매)
- ALL BITCHES DIE (2017, 자가발매)
- CALIGULA (2019, 프로파운드 로어)
- SINNER GET READY (2021, 사전트 하우스)

### EP
- Commisssioned (더 리타와의 스플릿 음반) (2019, 토털 블랙)
- Agnus Dei (2021, 사전트 하우스)

### 게스트
| 연도 | 음악가        | 음반                                              | 트랙                                                                  |
| ---- | ------------- | ------------------------------------------------- | --------------------------------------------------------------------- |
| 2018 | 더 보디       | I Have Fought Against It, but I Can't Any Longer. | "Can Carry No Weight" "Nothing Stirs" "An Urn" "Sickly Heart of Sand" |
| 2019 | 풀 오브 헬    | Weeping Choir                                     | "Armory of Obsidian Glass"                                            |
| 2019 | 더 보디       | Remixed                                           | "Hallow Hollow" (remixed by Lingua Ignota)                            |
| 2019 | 스트리트 섹츠 | The Needle Drop                                   | "Fourteen Frames"                                                     |